# 올드먼강

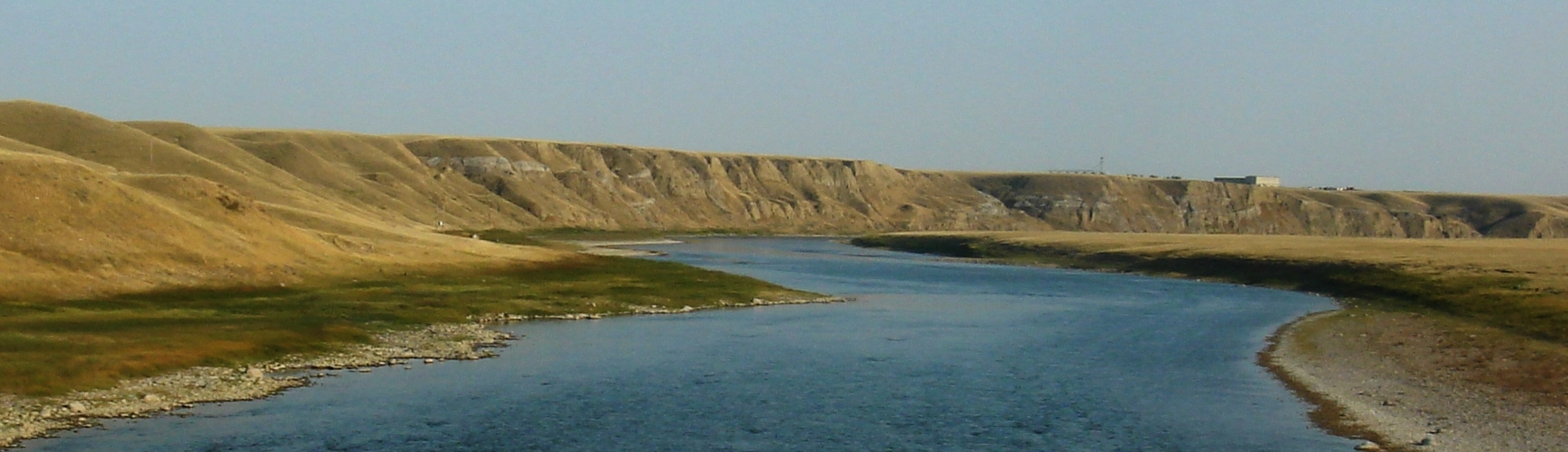
올드먼강

올드먼강(영어: Oldman River)은 캐나다 앨버타주에 위치한 강으로 길이는 363km, 유역 면적은 26,700km2, 평균 유랑은 95m3/s이다.
오랜 수령을 가진 가문비나무, 전나무 숲이 분포하고 있는 고산 툰드라 지대인 비하비브 자연 지대(Beehive Natural Area)에서 발원하여 로키산맥을 동서로 흐른다. 그래시레이크 마을(Grassy Lake)에서 보강과 함께 사우스서스캐처원강과 합류한 다음에 허드슨만 방향으로 흘러간다.